# Руполдинг
Руполдинг е община в Германия, провинция Бавария, административен окръг Горна Бавария, окръг Траунщайн. Общината се намира в Киймгауските Алпи. Общината е известна най-вече със спортните събития, които се провеждат на нейната територия.

## География
Руполдинг се намира в Германия, провинция Бавария, административен окръг Горна Бавария, окръг Траунщайн, между Мюнхен и Залцбург, близо до езерото Кимзе, в Киймгауските Алпи.
Площта на Руполдинг е 147,84 km². 67,6% от нея е покрита с гори. Надморската височина е между 625 и 1961 метра над морското равнище. Пощенският код е 83324, телефонният код – 08663, регистрационният номер на МПС – TS

## История
Днешният квартал Бухшахен се споменава в документи за първи път през 924 година. Имението Руполдинген е упоменато за първи път през 1193 г. От 1585 г. на територията на днешната община се добива руда. През 1882 г. основаните през 1818 г. общини Руполдинг, Вахенау и Цел са обединени в днешната община. През 1895 г. е открита железопътна линия до Траунщайн. След Втората световна война има развитие на туризма. В средата на 50-те години на миналия век броят на нощувките е около 600 000 годишно. Рекорден брой нощувки има през 1991 г. – 1 122 732. През 1979 г. в Руполдинг се провежда световно първенство по биатлон, което носи на общината международна известност.

## Население
Населението на Руполдинг е 6403 жители към третото тримесечие на 2012 г. Гъстотата на населението е 43 жители/km².

## Политика
От 1986 до 2009 г. победител в изборите е Християн-социалният съюз (ХСС, CSU). Кмет на общината към 2012 г. е Клаус Пихлер от ГСДП.

## Туризъм
През 2014 г. в Руполдинг има 113 обекта за подслон и настаняване на туристи с общо 2918 легла, приели 71 047 пристигнали гости (60 454 от Германия и 10 593 от чужбина) за общо 370 775 нощувки.

## Спорт
В Руполдинг се намира Киймгау Арена, където от 1980 г. ежегодно се провежда кръг от Световната купа по биатлон. Там се провеждат и състезания по ски бягане, ски скокове и северна комбинация през зимата и лятото. В Руполдинг са се провели четири световни първенства по биатлон и едно световно първенство по биатлон за младежи и девойки. От 2005 г. се провежда кръг от Гран при по северна комбинация на Международната федерация по ски. Има и пет шанци – три тренировъчни (K 20, K 40, K 65) и две състезателни (HS 100 и HS 128). В Руполдинг тренират някои от най-добрите германски състезатели в зимните спортове като Андреас Бирнбахер и Зимон Шемп (биатлон) и Северин Фройнд (ски скокове).